# Edward Lovett Pearce
Edward Lovett Pearce (Contea di Meath, 1699 – Stillorgan, 7 dicembre 1733) è stato un architetto irlandese, principale esponente del Palladianesimo in Irlanda.
Cugino di John Vanbrugh e suo allievo, fra le sue opere sono di particolare interesse il Palazzo del Parlamento irlandese, a Dublino e Castletown House, a Celbridge, COntea di Kildare. Gli ideali architettonici che applicò agli edifici pubblici e privati da lui progettati sarebbero stati destinati a cambiare l'architettura in Irlanda, tanto che lo si potrebbe definire il padre dell'architettura palladiana in Irlanda e della Dublino Georgiana.

## Gli inizi
Edward Lovett Pearce nacque nel 1699 nella Contea di Meath, figlio del generale Edward Pearce, cugino primo di Sir John Vanbrugh. Nello stesso anno Vanburgh stava iniziando a lavorare sulla sua prima grande commessa architettonica - Castle Howard nei pressi di York - ricordata come la prima casa veramente barocca d'Inghilterra: ironicamente, proprio il cugino di Vanburgh sarebbe stato destinato, meno di 28 anni dopo, ad essere uno dei principali architetti che avrebbero contribuito a far passare di moda la maniera barocca.
Nel 1715, in seguito alla morte del padre, Pearce divenne allievo del proprio eminente cugino architetto, ottenendo così la possibilità di vedere e studiare direttamente i progetti e la costruzione di Blenheim Palace - dove i lavori, successivamente alla morte della Regina Anna erano appena ricominciati - ed erano giunti all'incirca a metà della complessa e frammentata realizzazione. Pare comunque che all'epoca Pearce fosse ancora incerto sul fatto che quella di architetto sarebbe stata la carriera da seguire, e a 17 anni si arruolò nell'esercito, dove prestò servizio come Cornet nei dragoni, sotto il comando del Colonnello Morris.
Nel 1722 decise però di ritornare alla sua prima passione per l'architettura riprendendo gli studi, principalmente analizzando i capolavori architettonici italiani e francesi. Fu comunque in Veneto che riconobbe lo stile che più lo avrebbe influenzato. Realizzò dettagliati disegni delle principali ville progettate da Andrea Palladio che sarebbero servite come ispirazione per le sue opere successive. Incontrò inoltre in Italia l'architetto fiorentino Alessandro Galilei, impegnato anch'egli nella progettazione di Castletown House, grandiosa magione vicino a Dublino.

## Carriera architettonica
Nel 1724 Pearce torna in Irlanda per divenire un architetto praticante a Dublino. In quanto unico architetto irlandese, all'epoca, ad aver studiato in Italia, i suoi concetti classici erano destinati a renderlo immediatamente riconoscibile ed il suo successo architettonico fu pressoché immediato: senza dubbio fu aiutato in ciò dai contatti e dalla sua posizione nella società irlandese, e ancor più dall'associazione con William Conolly e Castletown.

## Castletown
Castletown House è la più grande e una delle più importanti country houses d'Irlanda, ed è considerato inoltre l'edificio che ha introdotto il Palladianesimo sull'isola. La mansion fu commissionata da William Conolly (1622-1729), un self-made man che si era elevato dalle sue umili origini tramite astute compravendite di proprietà, fino a divenire uno dei più influenti e benestanti uomini irlandesi. I progetti originali vennero stilati da Alessandro Galilei intorno al 1718, e l'edificio avrebbe dovuto riflettere il potere politico di Connoly in quanto Lord Justice d'Irlanda. Tuttavia Galilei tornò in Italia nel 1719, avendo completato i progetti, ma non avendo atteso l'inizio dei lavori, che di fatto non sarebbero cominciati prima del 1722. Per due anni pare che i lavori abbiano proceduto senza supervisione, fin quando, nel 1724, vennero affidati all'allora venticinquenne Edward Lovett Pearce. Appena rientrato in Irlanda dall'Italia, è possibile che proprio nella penisola Pearce abbia lavorato sui progetti con Galilei. Di conseguenza, la connessione tra Castletown e Pearce potrebbe essere precedente al ritorno di quest'ultimo in Irlanda; addirittura è plausibile che Pearce sia rientrato al paese natale proprio per sovrintendere a questi lavori, che sarebbero proseguiti per tutta la sua vita.
Non è possibile stabilire con precisione quanto di ciò che vediamo di Castletown sia attribuibile al Galilei e quanto a Pearce. Se in Italia infatti Pearce fosse stato tirocinante da Galilei e avesse operato sui progetti, in quanto semplice impiegato non avrebbe comunque potuto apporre la propria firma sui disegni. Alessandro Galilei fu per certo responsabile del tracciamento dello schema generale della mansion principale, affiancata da colonnati che conducevano alle due ali di servizio, proprio come è riscontrabile nelle ville ideate dal Palladio: Castletown fu il primo edificio in Irlanda costruito con questa disposizione. La rigida simmetria delle facciate classiche di Castletown, disegnate da Galilei, sarebbero divenute tipiche anche dei successivi lavori di Pearce.
I progetti definitivi per gli interni e la stanza finale sono ritenuti invece opera di Pearce, sebbene la lunga sequenza di sale d'accoglienza lungo il fronte del giardino al pian terreno non siano strettamente aderenti alla tradizione palladiana. Un'abitazione simile a Castletown sarebbe stata in Italia assimilabile molto più facilmente alla tipologia del Palazzo urbano piuttosto che della villa di campagna. La lunga successione di stanze con salone centrale terminante con stanze di minore ampiezza al termine dell'infilata, è infatti maggiormente riconducibile alle sequenze delle state rooms nelle case della contemporanea campagna inglese. Il salone centrale di Castletown si apre su una hall di ingresso su due piani, attraversata da un corridoio che percorre la mansion per tutta la sua lunghezza; il vano scala principale è situato in adiacenza alla grande sala. Questa disposizione di stanze, sala centrale e scale è simile a quella adottata per Blenheim Palace, vista di persona da Pearce, quando era ancora allievo del Vanbrugh. Sebbene disegnate da Pearce, le scale non sarebbero state realizzate fino al 1760, ben 28 anni dopo la morte dell'architetto.

## Bellamont
Ancora in giovane età, venne commissionata a Pearce dal suocero Thomas Coote la costruzione di Bellamont House a Cootehill, nella Contea di Cavan. Così come Castletown, anche Bellamont è considerata la prima casa Palladiana d'Irlanda. Al progetto viene attribuita una datazione oscillante tra il 1725 e il 1730, ma - qualsiasi di queste sia - è quasi certo che Bellamont House sia stato il primo edificio palladiano completato. L'edificio, quadrato e di modeste dimensioni, è chiaramente ispirato alla Villa Almerico Capra detta "La Rotonda" di Palladio. La facciata principale mostra al pian terreno un basamento rustico, sopra il quale si sviluppa il piano nobile, introdotto da un portico a quattro colonne con timpano. Ai lati del portico, si trovano delle finestre a ghigliottina; l'ingresso principale è raggiungibile da una singola rampa di larghi gradini. Al di sopra del piano nobile si trova un livello secondario, le cui finestre sono esattamente la metà di quelle del piano sottostante. La composizione così ottenuta si può considerare come un ibrido tra le principali ville venete e una nobile farmhouse, ossia quanto ironicamente proprio Palladio intendeva raggiungere all'incirca duecento anni prima. Mentre Casteltown è soprattutto un simbolo di potere, la più contenuta Bellamont incarna maggiormente l'idea palladiana di perfezione. Sempre negli stessi anni, Pearce riprogettò l'elevazione meridionale di Drumcondra House - ora All Hallows College - di Dublino.

## Stillorgan Obelisk

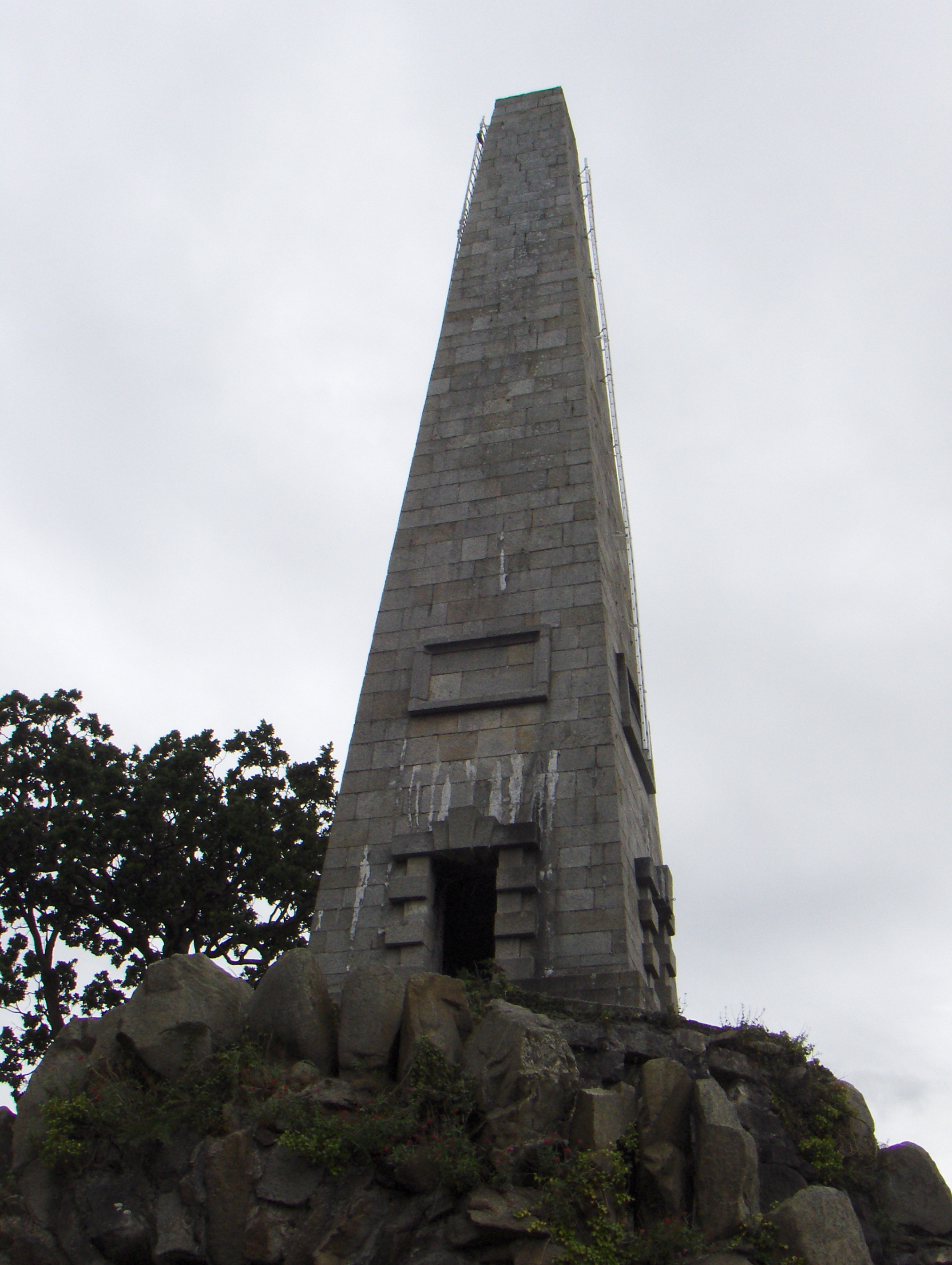
La porzione superiore dell'obelisco.

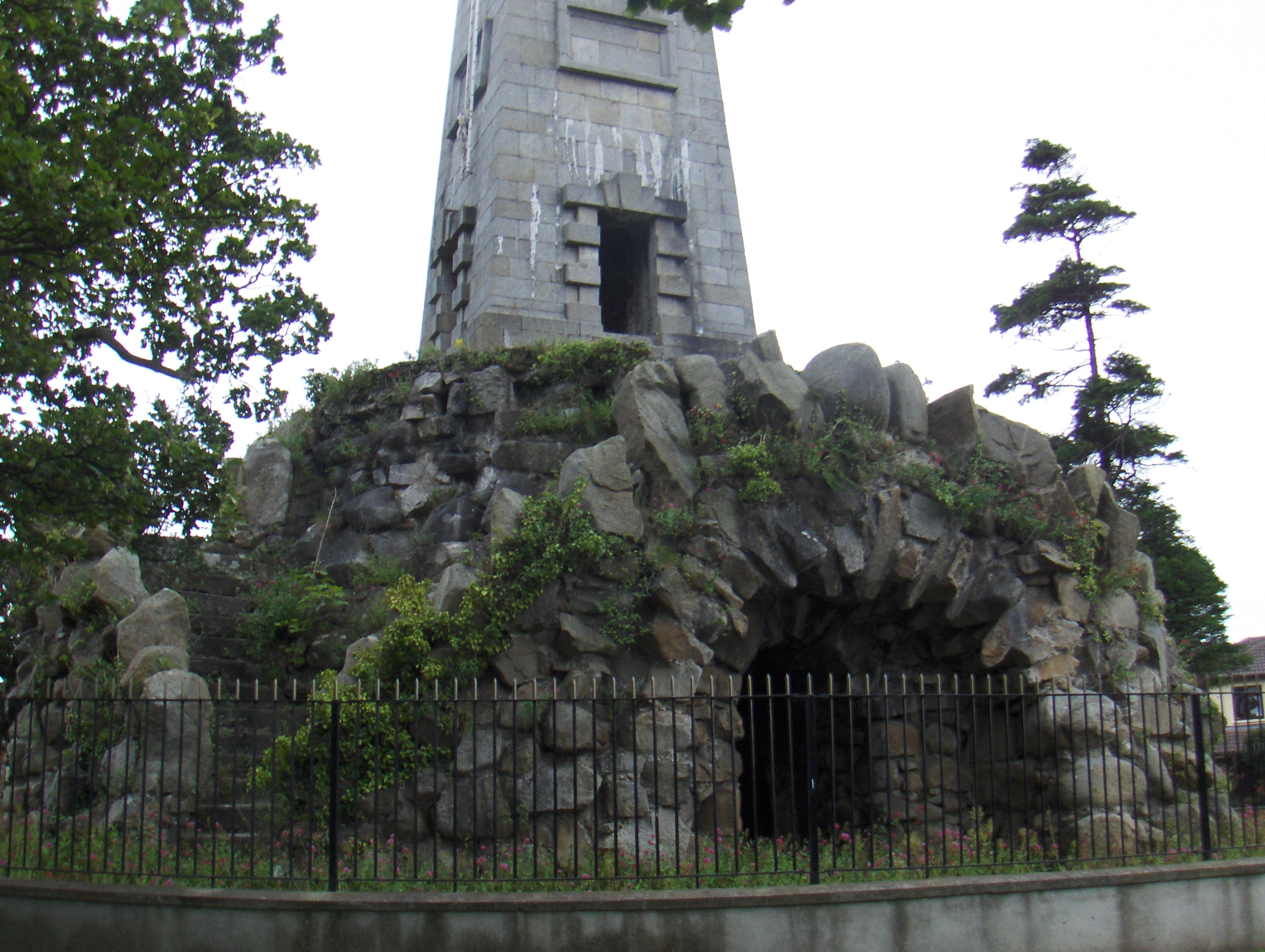
La porzione inferiore.

In seguito alla carestia del 1727, venne eretto un Obelisco a Stillorgan - attribuito a Pearce - in memoria delle vittime di tale avvenimento. Questo monumento in granito, alto più di cento piedi (oltre 30 metri) include alla base un'ampia sala voltatat dalla quale si erge una cascala che conduce alla piattaforma soprastante. L'attribuzione a Pearce è probabilmente corretta, sebbene il monumento sia quasi riconducibile ad un neoclassicismo d'avanguardia, con influenze egizie. Ad ogni modo, all'epoca Pearce della costruzione del monumento, è testimoniato che Pearce vivesse nell'ambito della parrocchia di Stillorgan, in una casa conosciuta all'epoca come The Grove. Quest'ampia casa è tuttora esistente, ed è ora nota come "Stigh Lorcain Hall".

## Parlamento Irlandese - Irish Houses of Parliament
Durante il 1727, Pearce venne eletto membro del parlamento nella Camera dei Comuni irlandese il Ratoath nella Contea di Meath, assistito dal suo mecenate Speaker Conolly, per il quale continuava a lavorare a Castletown.  Il Governo Irlandese aveva deciso nello stesso anno di sostituire il proprio luogo di riunione a Chichester House, in College Green a Dublino, con un nuovo edificio parlamentare eretto allo scopo. È interessante ricordare come fu proprio Speaker Conolly a suggerire la costruzione della nuova sede del parlamento, mentre sorprende molto meno il fatto che fu proprio Pearce, membro del Parlamento ed architetto alle dipendenze di Conolly, ad essere stato scelto per stilare il progetto.
La pietra di fondazione del nuovo Parlamento venne posata nel 1729; il disegno palladiano era teso ad incutere soggezione con un imponente colonnato prospiciente su College Green. L'edificio conteneva un tempio classico ottagono, completo di cupola evocativa del Pantheon romano, come propria Camera dei Comuni, distrutta dal fuoco nel 1792. La galleria pubblica sovrastante poteva ospitare fino a 700 spettatori, ponendosi come simbolo di un governo realmente aperto; la Camera dei Lords - di dimensioni più ridotte, ma anch'essa di ottima fattura - persiste invece a tutt'oggi, insieme alla galleria centrale e al frontone. All'inizio del XIX secolo, l'edificio passò alla Banca d'Irlanda e subì sostanziali modifiche, tra cui un ampliamento curato da Gandon e Johnston. Purtroppo, una delle condizioni imposte per la cessione dell'immobile alla Banca fu che tutte le insegne parlamentari fossero rimosse: passati ormai due secoli, si può solamente rimpiangere il danno arrecato da questa imposizione ad uno dei capolavori dell'architettura irlandese. Ad ogni modo, quanto voluto da Pearce è ancora chiaramente visibile nella sopravvissuta Camera dei Lords.

## Cashel Palace
In quanto architetto del palazzo del Parlamento, nel 1730 Pearce venne nominato sovrintendente generale (Surveyor-General) d'Irlanda, succedendo a Thomas Burgh. Questo importante riconoscimento, ottenuto solamente quattro anni dopo il ritorno dall'Italia, fu emblematico del suo successo.  Mentre i lavori continuavano sull'edificio del parlamento, nel 1730 Pearce - ora divenuto l'architetto più famoso e ricercato - ricevette la commissione dall'arcivescovo Theophilus Bolton per costruire un nuovo palazzo vescovile a Cashel, nel South Tipperary. Il risultato fu un edificio in stile palladiano di grandi dimensioni in mattoni rossi, su due livelli, con il tetto a falde mascherato da una fascia in laterizio, la facciata principale scandita da sette finestre al piano superiore e da serliane al piano inferiore. Le uniche decorazioni sono le fasce basamentali e marcapiano: il risultato ottenuto mostra un edificio dalla sobria eleganza. Pearce progettò inoltre il disegno dei terreni del palazzo, con tanto di passaggio riservato per la Rocca di Cashel.

## Eredità

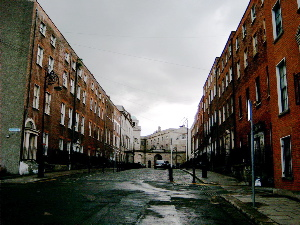
Henrietta Street - una delle più antiche strade Georgiane di Dublino. È certo che qui Edward Lovett Pearce abbia progettato almeno due edifici.

In seguito alla popolarità fornitagli dalla nuova costruzione del Parlamento (la struttura era quasi completamente pronta già nel 1731), Pearce venne nominato cavaliere e ricevette l'onorificenza della Freedom of the City of Dublin nel 1733. Sir Edward Lovett Pearce raggiunse quindi l'apice del proprio successo. In aggiunta ai più celebri lavori da lui curati, l'architetto seguì numerose altre commesse, tra cui si ricorda un'importante mansion a Summerhill, nella Contea di Meath (demolita durante gli anni Cinquanta del Novecento), a lui attribuita, ma ai cui lavori probabilmente sovrintendette l'architetto Richard Cassels.
Pearce progettò anche case di città più piccole e modeste, per aristocratici e benestanti di Dublino; due esempi di questo tipo sopravvivono in Henrietta Street. Tragicamente, questo periodo di celebrità era destinato a durare poco: alcune settimane dopo aver ricevuto la cittadinanza onoraria di Dublino, venne colpito da un ascesso e morì di setticemia nella sua casa di Stillorgan, alla giovanissima età di 34 anni. Le sue spoglie sono sepolte al cimitero di St. Mary a Donnybrook.
L'ascesa di Edward Lovett Pearce è stata fulminea: in soli sei anni di carriera architettonica ha infatti raggiunto importanti vette sia nell'architettura privata che pubblica. Ha introdotto il Palladianesimo in un intero paese, con un gusto particolare rispetto al resto dell'Europa. All'epoca della morte, era oramai a capo di un'intera comunità di architetti palladiani, che avrebbero perpetuato la sua interpretazione del lavoro di Palladio in tutta l'isola.